# Gorges du Tarn Causses
Gorges du Tarn Causses é uma comuna francesa na região administrativa da Occitânia, no departamento de Lozère. Estende-se por uma área de 144.22 km², e possui 931 habitantes, segundo o censo de 2018, com uma densidade de 6.5 hab/km².
Foi criada, em 1 de janeiro de 2017, a partir da fusão das antigas comunas de Sainte-Enimie, Montbrun e Quézac.